# Kroll Inc.
Kroll Inc. ist ein US-amerikanisches Unternehmen, welches im Bereich der Finanz- und Risikoberatung tätig ist und dafür als Privatermittler agiert. Kroll wurde 1972 von Jules Kroll gegründet. Im Jahr 2018 wurde Kroll von Duff & Phelps übernommen. Im Jahr 2021 beschloss Duff & Phelps, sich in Kroll umzubenennen, ein Prozess, der 2022 abgeschlossen wurde.

## Geschichte

### Duff & Phelps
Duff & Phelps wurde 1932 von William Duff und George Phelps in Chicago gegründet, um Anlageforschung zu betreiben. Danach expandierte das Unternehmen in die Bereiche Unternehmensfinanzierung und Anlageverwaltung sowie Kreditrating. Im Jahr 1979 expandierte Duff & Phelps in das Investitionsmanagement und gründete die spätere Duff & Phelps Investment Management Co. (DPIMC), die 2009 als eigenes Unternehmen ausgegliedert wurde und heute nicht mehr zum Hauptunternehmen Duff & Phelps gehört.
1989 wurde das Unternehmen in einem Management-Buy-out übernommen. Die Übernahme wurde von Freeman, Spogli & Co. unterstützt, einer privaten Kapitalbeteiligungsgesellschaft, die etwa zwei Drittel des Unternehmens kontrollierte, während das Management und die Mitarbeiter das restliche Drittel des Aktienkapitals des Unternehmens besaßen. 1992 wurde das Unternehmen durch einen Börsengang an der New Yorker Börse an der Börse gelistet. 1994 wurde die Ratingabteilung Duff & Phelps Credit Rating Co ausgegliedert und als eigenständiges Unternehmen an der Börse gelistet, bevor es schließlich 2000 von Fitch Ratings übernommen wurde.
Im Jahr 2004 sponserte Lovell Minnick Partners ein Management-Buy-out des Unternehmens, das zweite Mal, dass das Unternehmen eine fremdfinanzierte Übernahmetransaktion durchführte, und erwarb das Unternehmen von seinem damaligen Eigentümer, der Webster Financial Corporation. Im Rahmen dieser Transaktion wurde das Unternehmen mit Stone Ridge Partners, einem mittelständischen Investmentbanking-Unternehmen, zusammengeführt. 2007 kehrte das Unternehmen in einer zweiten Listung wieder an die Börse zurück.
Nach weniger als fünf Jahren als öffentliches Unternehmen wurde Duff & Phelps erneut von Private-Equity-Firmen übernommen. Am 30. Dezember 2012 gab Duff & Phelps bekannt, dass das Unternehmen eine Vereinbarung über die Übernahme für rund 665,5 Mio. USD durch ein Konsortium geschlossen hat, an dem The Carlyle Group, Stone Point Capital, Pictet & Cie und die Edmond de Rothschild Group beteiligt waren. 2017 übernahm Permira die meisten Anteile für eine Summe von 1,75 Mrd. USD.

### Kroll
Kroll wurde 1972 von dem Privatdetektiv Jules Kroll als Beratungsunternehmen für die Einkaufsabteilungen von Unternehmen gegründet. Kroll begann seine Tätigkeit im Bereich der Finanzsektoruntersuchungen in den 1980er Jahren, als Unternehmen an Kroll herantraten, um Profile von Investoren, Bewerbern und Übernahmezielen zu erstellen und so Risiken zu minimieren. In den 1990er Jahren expandierte Kroll in die Bereiche forensische Buchhaltung, Hintergrundprüfungen, Drogentests, elektronische Datenrettung (mit der Übernahme von Ontrack Data Recovery) und Marktforschung.
Kroll arbeitete auch eng mit verschiedenen Regierungen zusammen. Im März 1992 beauftragte die Jelzin-Regierung Kroll damit, große Geldsummen aufzuspüren, die vor dem Augustputsch 1991 aus der Sowjetunion abgezogen worden waren. Die Untersuchungen ergaben, dass kriminelle Netzwerke innerhalb der KPSS Milliarden an US-Dollar vor dem Putsch ins Ausland transferierten, darunter an Konten in New York über Banken in der Schweiz. Diese Kapitalabflüsse trugen zu den schwierigen wirtschaftlichen Bedingungen in Russland während der Amtszeit von Boris Jelzin bei. Das Unternehmen wurde auch damit beauftragt Gelder aufzuspüren, die von korrupten Staatschefs wie Ferdinand Marcos auf den Philippinen, Jean-Claude Duvalier auf Haiti und Saddam Hussein im Irak gestohlen worden waren. Laut Jules Kroll haben Saddam Hussein und seine Familie 5 % der irakischen Öleinnahmen abgeschöpft.
Kroll war nach dem Bombenanschlag auf das World Trade Center 1993 für die Sicherheitsvorkehrungen im World Trade Center verantwortlich. Kroll stellte auch den ehemaligen FBI-Mitarbeiter John P. O’Neill als Sicherheitschef für das WTC ein, der bei den Terroranschlägen am 11. September 2001 starb.
1997 fusionierte Kroll mit dem Fahrzeugpanzerungsunternehmen O’Gara-Hess & Eisenhardt zur Firma Kroll-O’Gara, welche an der Börse gelistet wurde. Im Juli 2004 wurde Kroll im Rahmen einer 1,9-Milliarden-Dollar-Transaktion von Marsh & McLennan Companies übernommen.
Im Jahr 2015 wurde Kroll von Harvey Weinstein beauftragt, Beweise für sexuellen Missbrauch von den elektronischen Geräten von Ambra Gutierrez zu löschen, als Teil eines Vergleichs, den er mit ihr geschlossen hatte. Weinstein hatte häufig mit Kroll zu tun, insbesondere wenn es darum ging, diskreditierende Informationen über potenzielle Kritiker und Ankläger zu finden.
Am 21. Oktober 2016 kaufte KLDiscovery, das sich im Besitz der Carlyle Group befindet, Kroll Ontrack für rund 410 Millionen Dollar und betrieb es als eigenständiges Unternehmen.

### Fusion
Kroll wurde 2018 von Duff & Phelps übernommen und eine Abteilung von Duff & Phelps. Das kombinierte Unternehmen wurde im Januar 2020 durch ein globales Investorenkonsortium unter der Leitung von Fonds, die von Stone Point Capital und Further Global verwaltet werden, für 4,2 Milliarden Dollar übernommen.
2021 wurde die Umbenennung des fusionierten Unternehmens Duff & Phelps in Kroll Inc. im Rahmen eines Rebranding beschlossen.

## Tätigkeit
Kroll Inc. ist auf Risikomanagement und Ermittlungsdienste spezialisiert. Es bietet eine Vielzahl von Dienstleistungen an, darunter die Durchführung von Hintergrundprüfungen, Finanzermittlungen, Cybersecurity-Lösungen und die Unterstützung bei der Bekämpfung von Betrug und Korruption. Kroll agiert bei seiner Tätigkeit als Privatermittler und hat in der Vergangenheit z.b. die Social-Media-Profile von Influencern auf mögliche Geschäftsrisiken überprüft.
Die Abteilung Background Screening von Kroll bietet Screening-Dienstleistungen für Bereiche wie Beschäftigung, Lieferantenauswahl oder Investitionsvermittlung. Zum Geschäftsbereich Background Screening von Kroll gehört auch die Einheit Kroll Fraud Solutions, die sich auf den Schutz vor Identitätsdiebstahl und die Wiederherstellung von Identitäten spezialisiert hat. Kroll bietet auch Beratungsdienstleistungen über die Kroll Security Group, die Abteilung Security Consulting und Security Engineering & Design.
Kroll wurde für seine Tätigkeit mit einem privaten Geheimdienst („CIA der Wall Street“) verglichen und der gut vernetzte Unternehmensgründer Jules Kroll hat zahlreiche ehemalige Mitarbeiter von CIA, FBI, Mossad und MI5 in seinem Unternehmen eingestellt. Laut dem französischen Geheimdienst DGSE soll Kroll auch als Tarnorganisation der CIA für nachrichtendienstliche Tätigkeiten fungiert haben.

## In Deutschland
In Deutschland ist Kroll als Kroll Germany GmbH mit einem Hauptsitz in Frankfurt am Main und Büros in Berlin und München tätig.